# Greenidea flacourtiae
Greenidea flacourtiae är en insektsart som beskrevs av Van der Goot 1917. Greenidea flacourtiae ingår i släktet Greenidea och familjen långrörsbladlöss. Inga underarter finns listade i Catalogue of Life.